# Longtown (Herefordshire)
Pour les articles homonymes, voir Longtown.
Longtown est une paroisse civile et un village du Herefordshire, en Angleterre.